# Eleições estaduais em Pernambuco em 1990
As eleições estaduais em Pernambuco em 1990 ocorreram em 3 de outubro como parte das eleições gerais no Distrito Federal e em 26 estados brasileiros. Foram eleitos o governador Joaquim Francisco, o vice-governador Roberto Fontes e o senador Marco Maciel, além de 25 deputados federais e 49 deputados estaduais num pleito decidido em primeiro turno. Segundo a Constituição, o governador teria quatro anos de mandato a começar em 15 de março de 1991, sem direito a reeleição.
Natural do Recife o governador Joaquim Francisco é advogado formado pela Universidade Federal de Pernambuco em 1970 e iniciou sua carreira política filiando-se à ARENA em 1966 e foi oficial de gabinete do governador Nilo Coelho até deixar o cargo a pedido do tio, Moura Cavalcanti, de quem foi assessor na presidência do Instituto Nacional de Colonização e Reforma Agrária (INCRA) e quando ele assumiu o governo estadual fez do sobrinho o chefe da Comissão de Defesa Civil e secretário de Trabalho e Ação Social. Ao deixar os cargos foi procurador da Junta Comercial de Pernambuco e diretor administrativo-financeiro da Companhia de Alumínio do Nordeste. Após o fim do bipartidarismo ingressou no PDS e foi nomeado prefeito do Recife pelo governador Roberto Magalhães e com o fim do mandato disputou uma vaga de deputado federal em 1986 sendo eleito pelo PFL. Licenciado para assumir o  Ministério do Interior no governo José Sarney, retornou à Câmara dos Deputados após curta gestão. Eleito prefeito do Recife em 1988, deixou o cargo em 1990 para disputar o Palácio do Campo das Princesas.
Figura central do PMDB durante os anos 1980 o governador Miguel Arraes renunciou para disputar um mandato de deputado federal dias após filiar-se ao PSB onde abrigou o seu grupo político reduzindo ainda mais o alcance de seu antigo partido, já abalado pela morte de Marcos Freire há três anos. Outro efeito colateral dessa mudança foi o distanciamento progressivo entre Miguel Arraes e Jarbas Vasconcelos embora estivessem formalmente no mesmo palanque cabendo ao último reagrupar o PMDB em torno de si. Favorecido pelas questões internas que pesavam sobre seus adversários o PFL se recompôs e passou a ocupar a prefeitura do Recife com Gilberto Marques e o governo do estado com Joaquim Francisco, além de reeleger o senador Marco Maciel e eleger as maiores bancadas de deputados federais e deputados estaduais.

## Resultado da eleição para governador
Segundo o Tribunal Regional Eleitoral de Pernambuco houve 497.415 votos em branco (15,30%) e 322.668 votos nulos (9,93%), calculados sobre o comparecimento de 3.250.409 eleitores com os 2.430.326 votos nominais assim distribuídos:
| Candidatos a governador do estado      | Candidatos a vice-governador | Número | Coligação                                                                   | Votação   | Percentual |
| -------------------------------------- | ---------------------------- | ------ | --------------------------------------------------------------------------- | --------- | ---------- |
| Joaquim Francisco PFL                  | Roberto Fontes PRN           | 25     | Frente das Oposições de Pernambuco (PFL, PRN, PDS, PSD, PTR, PST, PSC, PDC) | 1.238.326 | 50,95%     |
| Jarbas Vasconcelos PMDB                | Paulo de Souza Coelho PMDB   | 15     | Frente Popular de Pernambuco (PMDB, PDT, PSDB, PSB, PCB, PCdoB, PMN, PS)    | 1.088.365 | 44,78%     |
| Paulo Rubem Santiago PT                | Vicente da Costa Coelho PT   | 13     | PT (sem coligação)                                                          | 64.241    | 2,65%      |
| José Batista de Souza PTB              | José Pedro Cavalcanti PL     | 14     | Força Trabalhista Liberal de Pernambuco (PTB, PL)                           | 26.991    | 1,11%      |
| Alexandre José Ferreira dos Santos PSL | José Cursino de Melo PSL     | 59     | PSL (sem coligação)                                                         | 12.403    | 0,51%      |
| Fontes:                                |                              |        |                                                                             |           |            |

## Resultado da eleição para senador
Foram apurados 3.250.386 votos dos quais 961.010 foram (29,60%) votos em branco e 286.604 (8,82%) votos nulos com os 2.002.772 votos nominais assim distribuídos:
| Candidatos a senador da República | Candidatos a suplente de senador                                  | Número | Coligação                                                                   | Votação | Percentual |
| --------------------------------- | ----------------------------------------------------------------- | ------ | --------------------------------------------------------------------------- | ------- | ---------- |
| Marco Maciel PFL                  | Joel de Holanda PFL Artur da Silva Valente PFL                    | 251    | Frente das Oposições de Pernambuco (PFL, PRN, PDS, PSD, PTR, PST, PSC, PDC) | 910.802 | 45,48%     |
| José Queiroz PDT                  | Marcos Queiroz PMDB Múcio Novaes -                                | 121    | Frente Popular de Pernambuco (PMDB, PDT, PSDB, PSB, PCB, PCdoB, PMN, PS)    | 840.866 | 41,99%     |
| Homero Moura Lacerda de Melo PTB  | Helio Correia de Araujo Seixas PL Otávio Gonçalo da Silva PL      | 141    | Força Trabalhista Liberal de Pernambuco (PTB, PL)                           | 160.296 | 8,00%      |
| Jose Ailton de Lima PT            | Telma Regina Castelo Branco PT José Sérgio Antunes Sette PT       | 131    | PT (sem coligação)                                                          | 70.286  | 3,51%      |
| Marcus Martinez Martins PSL       | Carlos Magno de Barros Carvalho PSL Josilda de Araújo Marques PSL | 591    | PSL (sem coligação)                                                         | 20.522  | 1,02%      |
| Fontes:                           |                                                                   |        |                                                                             |         |            |

## Deputados federais eleitos
São relacionados os candidatos eleitos com informações complementares da Câmara dos Deputados.

Representação eleita
  PFL: 11
  PSB: 5
  PMDB: 4
  PRN: 3
  PCB: 1
  PCdoB: 1

| Número  | Deputados federais eleitos | Partido | Votação | Percentual | Cidade onde nasceu     | Unidade federativa  |
| 4010    | Miguel Arraes              | PSB     | 339.197 |            | Araripe                | Ceará               |
| 2550    | Roberto Magalhães          | PFL     | 205.382 |            | Canguaretama           | Rio Grande do Norte |
| 2323    | Roberto Freire             | PCB     | 97.423  |            | Recife                 | Pernambuco          |
| 2590    | José Múcio Monteiro        | PFL     | 63.424  |            | Recife                 | Pernambuco          |
| 2533    | Ricardo Fiúza              | PFL     | 59.934  |            | Fortaleza              | Ceará               |
| 3636    | Tony Gel                   | PRN     | 54.320  |            | Recife                 | Pernambuco          |
| 2555    | José Mendonça Bezerra      | PFL     | 53.480  |            | Belo Jardim            | Pernambuco          |
| 2525    | Inocêncio Oliveira         | PFL     | 49.205  |            | Serra Talhada          | Pernambuco          |
| 2530    | Osvaldo Coelho             | PFL     | 46.227  |            | Juazeiro               | Bahia               |
| 2544    | Gilson Machado             | PFL     | 41.674  |            | Recife                 | Pernambuco          |
| 3611    | Maviael Cavalcanti         | PRN     | 36.582  |            | Macaparana             | Pernambuco          |
| 3666    | José Carlos Vasconcelos    | PRN     | 32.995  |            | Recife                 | Pernambuco          |
| 2501    | Gustavo Krause             | PFL     | 32.117  |            | Vitória de Santo Antão | Pernambuco          |
| 1511    | Wilson Campos              | PMDB    | 30.739  |            | Brejo da Madre de Deus | Pernambuco          |
| 2511    | Pedro Corrêa               | PFL     | 29.795  |            | Rio de Janeiro         | Rio de Janeiro      |
| 2526    | José Jorge                 | PFL     | 26.805  |            | Recife                 | Pernambuco          |
| 1501    | Fernando Bezerra Coelho    | PMDB    | 26.746  |            | Petrolina              | Pernambuco          |
| 2551    | Salatiel Carvalho          | PFL     | 26.101  |            | Bacabal                | Maranhão            |
| 1515    | Nilson Gibson              | PMDB    | 24.270  |            | Recife                 | Pernambuco          |
| 4011    | Sérgio Guerra              | PSB     | 23.102  |            | Recife                 | Pernambuco          |
| 1512    | Maurílio Ferreira Lima     | PMDB    | 19.614  |            | Limoeiro               | Pernambuco          |
| 4007    | Luiz Piauhylino            | PSB     | 14.869  |            | Recife                 | Pernambuco          |
| 6565    | Renildo Calheiros          | PCdoB   | 4.464   |            | Murici                 | Alagoas             |
| 4015    | Álvaro Ribeiro             | PSB     | 3.734   |            | Recife                 | Pernambuco          |
| 4080    | Roberto Franca             | PSB     | 3.257   |            | Recife                 | Pernambuco          |
| Fontes: |                            |         |         |            |                        |                     |

## Deputados estaduais eleitos
Concluída a apuração as 49 cadeiras da Assembleia Legislativa de Pernambuco foram assim distribuídas:

Representação eleita
  PFL: 15
  PMDB: 8
  PDT: 6
  PRN: 5
  PSB: 4
  PL: 4
  PT: 2
  PSDB: 2
  PDS: 1
  PTB: 1
  PCB: 1

| Número  | Deputados estaduais eleitos | Partido | Votação | Percentual | Cidade onde nasceu       | Unidade federativa  |
| 25189   | Osvaldo Rabelo              | PFL     | 37.585  |            | Goiana                   | Pernambuco          |
| 13111   | Humberto Costa              | PT      | 29.145  |            | Campinas                 | São Paulo           |
| 40101   | Eduardo Campos              | PSB     | 22.477  |            | Recife                   | Pernambuco          |
| 25101   | Eduardo Araújo              | PFL     | 20.852  |            |                          |                     |
| 25120   | José Marcos de Lima         | PFL     | 20.667  |            | São José do Egito        | Pernambuco          |
| 25114   | Natalício Mendonça          | PFL     | 20.515  |            |                          |                     |
| 14123   | Coronel Siqueira            | PTB     | 20.317  |            | Vitória de Santo Antão   | Pernambuco          |
| 15156   | Diniz Cavalcanti            | PMDB    | 19.047  |            | Cabrobó                  | Pernambuco          |
| 25145   | Paulo Afonso                | PFL     | 18.993  |            | São Bento do Una         | Pernambuco          |
| 25105   | Mendonça Filho              | PFL     | 18.616  |            | Recife                   | Pernambuco          |
| 12122   | Carlos Lapa                 | PDT     | 18.317  |            | Recife                   | Pernambuco          |
| 25142   | Geraldo Barbosa             | PFL     | 18.009  |            | Surubim                  | Pernambuco          |
| 11175   | Manoel Ramos                | PDS     | 17.742  |            | Panelas                  | Pernambuco          |
| 25230   | Geraldo Coelho              | PFL     | 17.737  |            | Petrolina                | Pernambuco          |
| 40199   | Oseas Moraes                | PSB     | 17.286  |            | Santa Cruz do Capibaribe | Pernambuco          |
| 15105   | Geraldo Melo                | PMDB    | 17.232  |            | Jaboatão dos Guararapes  | Pernambuco          |
| 36122   | Enoelino Magalhães          | PRN     | 16.356  |            | Canhotinho               | Pernambuco          |
| 36186   | José Rezende                | PRN     | 16.295  |            |                          |                     |
| 25200   | Antônio Mariano             | PFL     | 15.894  |            | Afogados da Ingazeira    | Pernambuco          |
| 25150   | Romário Pereira             | PFL     | 15.606  |            | Simão Dias               | Sergipe             |
| 25215   | Augustinho Rufino           | PFL     | 15.525  |            | Santa Cruz do Capibaribe | Pernambuco          |
| 36106   | Valdeir Batista             | PRN     | 15.280  |            | Araripina                | Pernambuco          |
| 25251   | Sebastião Andrada           | PFL     | 15.275  |            | Serra Talhada            | Pernambuco          |
| 12121   | José Aglailson              | PDT     | 15.067  |            | Vitória de Santo Antão   | Pernambuco          |
| 15181   | Marcantonio Dourado         | PMDB    | 14.993  |            | Lajedo                   | Pernambuco          |
| 15137   | Nilton Carneiro             | PMDB    | 14.791  |            | Palmares                 | Pernambuco          |
| 12110   | Miguel Labanca              | PDT     | 14.632  |            | Recife                   | Pernambuco          |
| 25123   | Aníbal Caribé               | PFL     | 14.321  |            | Petrolina                | Pernambuco          |
| 36111   | Garibaldi Gurgel            | PRN     | 14.249  |            | Serra Negra do Norte     | Rio Grande do Norte |
| 40222   | Pedro Eurico                | PSB     | 14.135  |            | Recife                   | Pernambuco          |
| 36163   | Edson Queiroz               | PRN     | 13.856  |            |                          |                     |
| 25160   | Henrique Queiroz            | PFL     | 13.551  |            | Limoeiro                 | Pernambuco          |
| 25133   | Felipe Coelho               | PFL     | 13.513  |            |                          |                     |
| 15139   | João Ferreira               | PMDB    | 13.379  |            |                          |                     |
| 40111   | Romeu da Fonte              | PSB     | 13.321  |            | Recife                   | Pernambuco          |
| 15112   | Djalma Paes                 | PMDB    | 13.045  |            | Glória do Goitá          | Pernambuco          |
| 22260   | Edilson Barros              | PL      | 12.784  |            |                          |                     |
| 12108   | Jorge Gomes                 | PDT     | 12.701  |            | Limoeiro                 | Pernambuco          |
| 45250   | José Chaves                 | PSDB    | 12.588  |            | Recife                   | Pernambuco          |
| 23222   | Byron Sarinho               | PCB     | 12.129  |            | Recife                   | Pernambuco          |
| 12112   | Roldão Joaquim              | PDT     | 11.782  |            | São Joaquim do Monte     | Pernambuco          |
| 22111   | Severino Cavalcanti         | PL      | 11.773  |            | João Alfredo             | Pernambuco          |
| 15102   | Elias Gomes                 | PMDB    | 11.549  |            | Cabo de Santo Agostinho  | Pernambuco          |
| 12114   | José Edson                  | PDT     | 11.068  |            | Cortês                   | Pernambuco          |
| 22110   | Fausto Valença              | PL      | 11.015  |            |                          |                     |
| 13144   | João Paulo                  | PT      | 10.862  |            | Olinda                   | Pernambuco          |
| 22166   | Manoel Ferreira             | PSDB    | 10.784  |            | Jaboatão dos Guararapes  | Pernambuco          |
| 45101   | João Braga                  | PSDB    | 10.406  | 0,59%      | Cajazeiras               | Paraíba             |
| 15121   | Israel Guerra               | PMDB    | 10.286  |            | Arcoverde                | Pernambuco          |
| Fontes: |                             |         |         |            |                          |                     |